# Yaakov Orland
Yaakov Orland (Tetiïv, 30 giugno 1914 – Haifa, 5 marzo 2002) è stato un poeta, drammaturgo e paroliere israeliano.
Anche traduttore, in qualità di paroliere fu vincitore del Premio Israele per la canzone ebraica, definito come "uno di ultima generazione dei giganti della cultura ebraica".
Tra i brani che aveva scritto: "Certe notti", "Melograno","Due gigli", "Noi cantiamo a te, e la madre patria".
Yaakov Orlando è nato in una famiglia di ebrei a Tetiiv, alla periferia di Kiev, la capitale dell'Ucraina. All'età di cinque fuggì da un pogrom nel quale furono uccisi davanti ai suoi occhi otto membri della sua famiglia. A sette anni è immigrato in Palestina (Eretz Israel) con i suoi genitori stabilendosi a Kfar Giladi. In seguito la famiglia si trasferì a Gerusalemme.
Completato gli studi in filosofia presso l'Università Ebraica di Gerusalemme, andò a studiare teatro in Gran Bretagna.
Quando tornò, si stabilì a Tel Aviv, dove ha incontrato sua moglie,Bat El. Orland partecipò durante la Guerra d'indipendenza d'Israele, alla difesa della parte ebraica di Gerusalemme. Nel 1954 si trasferì a Haifa.
Tra i suoi amici troviamo poeti come Nathan Alterman, Avraham Shlonsky, Alexander Penn e il compositore Mordechai Zeira con cui ha scritto molte canzoni.
Orland scrisse la sua prima poesia all'età di 16 anni.
Ha tradotto in ebraico dall'inglese opere di George Gordon Byron, Oscar Wilde, Edgar Allan Poe, A.A. Milne, George Bernard Shaw, John Galsworthy, Erich Maria Remarque, di yiddish poesie di Itzik Manger.
Orland muore ad Haifa il 5 marzo 2002 all'età di 88, a lui è stata intitolata una via della città.
Sua figlia è la paroliera Shimrit Or.